# David Faulkner
David Faulkner, född den 10 september 1963 i Portsmouth, Storbritannien, är en brittisk landhockeyspelare.
Han tog OS-guld i herrarnas landhockeyturnering i samband med de olympiska landhockeytävlingarna 1988 i Seoul.